# Arjun Prabhakaran
Pour les articles homonymes, voir Prabhakaran.
 (octobre 2023).
Le contenu est difficilement compréhensible vu les erreurs de traduction, qui sont peut-être dues à l'utilisation d'un logiciel de traduction automatique.
 (octobre 2023).
La mise en forme du texte ne suit pas les recommandations de Wikipédia : il faut le « wikifier ».
Les points d'amélioration suivants sont les cas les plus fréquents :
- Les titres sont pré-formatés par le logiciel. Ils ne sont ni en capitales, ni en gras.
- Le texte ne doit pas être écrit en capitales (les noms de famille non plus), ni en gras, ni en italique, ni en « petit »…
- Le gras n'est utilisé que pour surligner le titre de l'article dans l'introduction, une seule fois.
- L'italique est rarement utilisé : mots en langue étrangère, titres d'œuvres, noms de bateaux, etc.
- Les citations ne sont pas en italique mais en corps de texte normal. Elles sont entourées par des guillemets français : « et ».
- Les listes à puces sont à éviter, des paragraphes rédigés étant largement préférés. Les tableaux sont à réserver à la présentation de données structurées (résultats, etc.).
- Les appels de note de bas de page (petits chiffres en exposant, introduits par l'outil «  Source ») sont à placer entre la fin de phrase et le point final[comme ça].
- Les liens internes (vers d'autres articles de Wikipédia) sont à choisir avec parcimonie. Créez des liens vers des articles approfondissant le sujet. Les termes génériques sans rapport avec le sujet sont à éviter, ainsi que les répétitions de liens vers un même terme.
- Les liens externes sont à placer uniquement dans une section « Liens externes », à la fin de l'article. Ces liens sont à choisir avec parcimonie suivant les règles définies. Si un lien sert de source à l'article, son insertion dans le texte est à faire par les notes de bas de page.
- La présentation des références doit suivre les conventions bibliographiques. Il est recommandé d'utiliser les modèles {{Ouvrage}}, {{Chapitre}}, {{Article}}, {{Lien web}} et/ou {{Bibliographie}}. Le mode d'édition visuel peut mettre en forme automatiquement les références.
- Insérer une infobox (cadre d'informations à droite) n'est pas obligatoire pour parachever la mise en page.

Pour une aide détaillée, merci de consulter Aide:Wikification.
Si vous pensez que ces points ont été résolus, vous pouvez retirer ce bandeau et améliorer la mise en forme d'un autre article.
Arjun Prabhakaran est un réalisateur et scénariste indien qui travaille dans le industrie cinématographique malayalam.

## Carrière cinématographique
Son premier film est 32aam Adhyayam 23aam Vaakyam (en) sorti en 2015. Il est le co-scénariste et co-réalisateur du film avec Gokul Ramakrishnan (en). Son deuxième long-métrage de réalisateur, Shibu (en), sort en 2019. Il est encore co-réalisateur et co-scénariste du film avec Gokul Ramakrishnan. Karthik Ramakrishnan (en), Salim Kumar (en) et Anju Kurian (en) jouent dans le film.
En 2021, il fait de nouveau équipe avec Gokul, cette fois en tant que co-scénariste (avec Gokul) de Bannerghatta (en), réalisé par Vishnu Narayanan. Karthik Ramakrishnan (en) joue dans le film. Bannerghatta est disponible sur Amazon Prime Video et est sélectionné au 26e Festival international du film du Kerala. 
En 2023, il co-écrit le scénario du film Thaaram Theertha Koodaram (en) avec Gokul. Ce dernier réalise le film.

## Filmographie
| Année | Film                         | Scénariste | Réalisateur | Notes                          | Référence |
| ----- | ---------------------------- | ---------- | ----------- | ------------------------------ | --------- |
| 2015  | 32aam adhyayam 23aam vaakyam | Oui        | Oui         |                                | [ 2 ]     |
| 2019  | Shibu                        | Oui        | Oui         |                                | [ 3 ]     |
| 2021  | Bannerghatta                 | Oui        | Non         | Diffusé sur Amazon Prime Video | [ 4 ]     |
| 2023  | Thaaram Theertha Koodaram    | Oui        | Non         |                                | [ 5 ]     |